# Guntakal

Järnvägsstation i Guntakal.

Guntakal är en stad i delstaten Andhra Pradesh i Indien, och tillhör distriktet Anantapur. Folkmängden uppgick till 126 270 invånare vid folkräkningen 2011.